# Eagle Riders
Eagle Riders é uma adaptação australiana/americana das séries de anime japonesas Gatchaman II e Gatchaman Fighter, que foram unidas. Todos os 65 episódios foram ao ar na Austrália, mas apenas 13 foram exibidos nos Estados Unidos.

## Prólogo
A Terra está sitiada pela ameaça alienígena conhecida apenas por Cybercon e sua legião de forças androides, os Vorak. O Conselho de Segurança Global se reúne para resolver o problema, e pede a ajuda do Dr. Thaddeus Keane. Eles se lembram da ajuda que receberam das forças especiais de Keane, os Eagle Riders, anos atrás. Keane lhes garante que os Eagle Riders ainda estão juntos, fortes, e munidos das melhores armas.

## Adaptações e mudanças
Ambas as séries foram bastante editadas durante o processo de adaptação, com a remoção de elementos controversos, bem como a substituição total da trilha sonora. Assim como as adaptações anteriores de Gatchaman, termos e nomes dos personagens também foram alterados na mudança.